# We Shall Overcome: The Seeger Sessions
We Shall Overcome: The Seeger Sessions är ett musikalbum av Bruce Springsteen som utgavs 2006. Det är det 14:e studioalbumet av Springsteen. 
Albumet är det första albumet av Springsteen som endast innehåller coverlåtar (förutom egna låten American Land som gavs ut på American Land Edition). Han inspirerades till albumet efter att ha spelat in "We Shall Overcome" till tributalbumet Where Have All the Flowers Gone: the Songs of Pete Seeger. De tretton låtarna är tolkningar av sånger som skrevs av eller av annan anledning förknippas med folkmusikern Pete Seeger. 
På albumet deltar förutom Soozie Tyrell och Patti Scialfa ingen av medlemmarna ur The E Street Band, Springsteens vanliga kompband. Han anlitade istället en grupp mindre kända musiker från New Jersey och New York, bland annat en del medlemmar ur The Miami Horns som har spelat på flera av Springsteen tidigare album. Inspelningarna skedde under tre endagars-sessioner 1997, 2005 och 2006, helt utan repetitioner. 
Liksom hans föregående studioalbum, Devils & Dust, så är detta en DualDisc, det vill säga att den ena sidan är en cd och den andra en dvd från inspelningen av skivan. Dvd-sidan innehåller två bonuslåtar. Senare släpptes även en utökad version kallad American Land Edition, med tre nya låtar samt en lite längre dokumentär.
Albumet vann en Grammy för bästa traditionella folkmusikalbum 2006. Det blev trea på Billboard 200, liksom på UK Albums Chart.
Den efterföljande turnén nådde Stockholm för två spelningar. 21 maj 2006 på Hovet, samt 30 oktober 2006 på Globen. Bandet bakom Springsteen varierade i storlek mellan spelningarna och bestod av 17 till 20 musiker.

## Låtlista
1. "Old Dan Tucker" - 2:31
2. "Jesse James" - 3:47
3. "Mrs. McGrath" - 4:19
4. "Oh, Mary, Don't You Weep" - 6:05
5. "John Henry" - 5:07
6. "Erie Canal" - 4:03
7. "Jacob's Ladder" - 4:28
8. "My Oklahoma Home" - 6:03
9. "Eyes on the Prize" - 5:16
10. "Shenandoah" - 4:52
11. "Pay Me My Money Down" - 4:32
12. "We Shall Overcome" - 4:53
13. "Froggie Went A-Courtin'" - 4:33
14. "Buffalo Gals" (endast på dvd-sidan)
15. "How Can I Keep From Singing" (endast på dvd-sidan)
16. "How Can a Poor Man Stand Such Times and Live" (American Land Edition)
17. "Bring ’em Home" (American Land Edition)
18. "American Land" (American Land Edition)

## Musiker

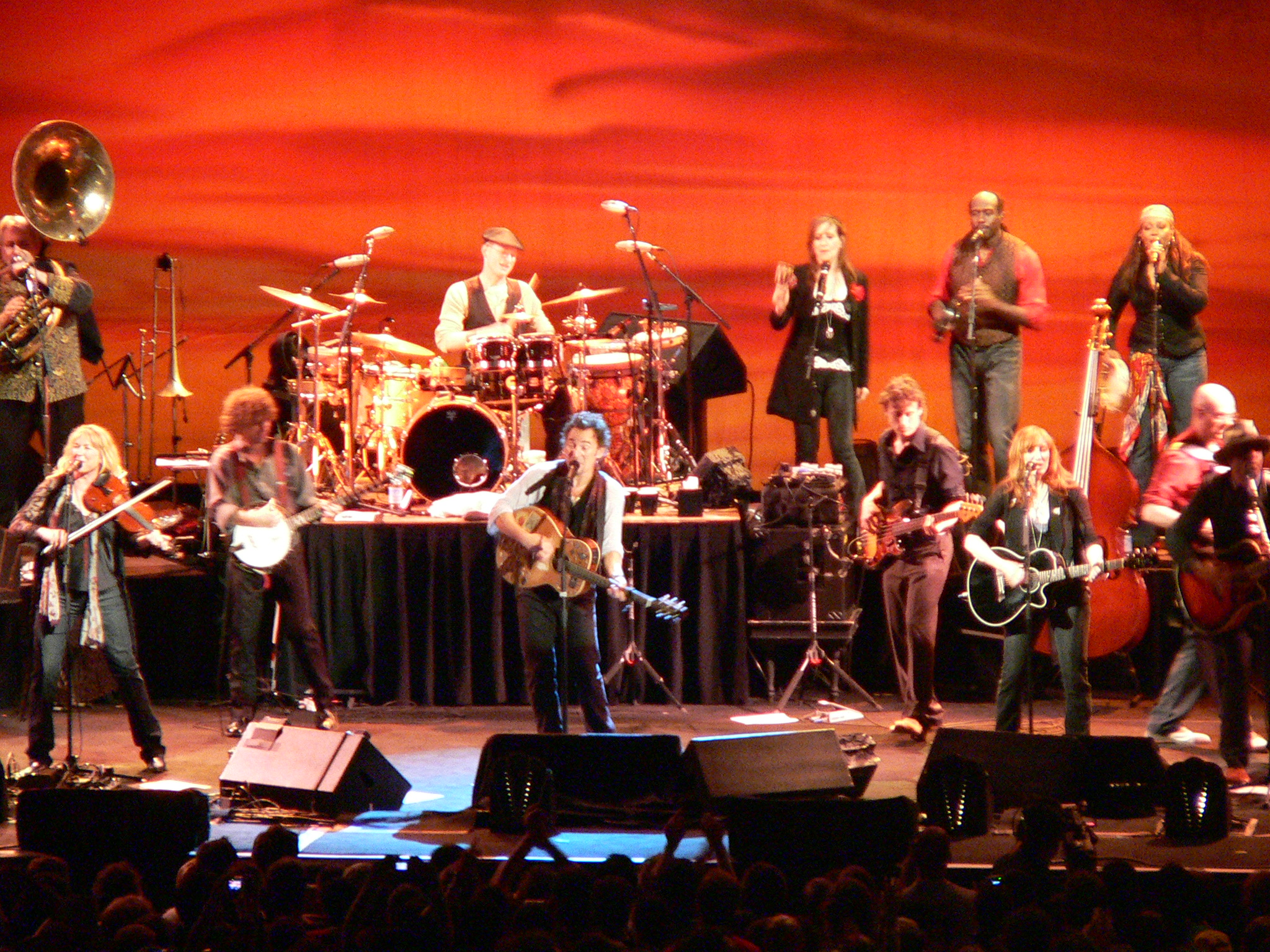
Springsteen i Milano under The Seeger Sessions Tour 2006

- Bruce Springsteen - sång, gitarr, munspel, B3-orgel, slagverk
- Sam Bardfeld - fiol
- Art Baron - tuba
- Frank Bruno - gitarr
- Jeremy Chatzky - bas
- Mark Clifford  - banjo
- Larry Eagle  - trummor och slagverk
- Charles Giordano - B3-orgel, piano och dragspel
- Ed Manion - saxofon
- Mark Pender - trumpet, bakgrundssång
- Richie "La Bamba" Rosenberg - trombon, bakgrundssång
- Patti Scialfa - bakgrundssång
- Soozie Tyrell - fiol, bakgrundssång